# Carla Porta Musa
Carla Porta Musa (Como, 15 de março de 1902 – Como, 10 de outubro de 2012) foi uma escritora, ensaísta e poetisa italiana.
Morreu no dia 10 de Outubro de 2012, aos 110 anos de idade, no Hospital Valduce, em Como, de complicações relacionadas com uma pneumonia.